# Епархия Лафейетта (Луизиана)
Епархия Лафейетта (лат. Dioecesis Lafayettensis) — епархия Римско-Католической церкви с центром в городе Лафейетт, штат Луизиана, США. Епархия Лафейетта входит в митрополию Нового Орлеана. Кафедральным собором епархии Лафейетта является Собор святого Иоанна Евангелиста.

## История
11 января 1918 года Римский папа Бенедикт XV издал буллабуллу A multis iam annis, которой учредил епархию Лафейетта в Луизиане, выделив её из архиепархии Нового Орлеана. 
29 января 1980 года епархия Лафейетта передала часть своей территории новой епархии Лейк-Чарльза.

## Ординарии епархии
- епископ Жюль Бенджамин Жанмар[англ.] (18.07.1918 — 13.03.1956)
- епископ Морис Шекснайдер[англ.] (13.03.1956 — 7.11.1972)
- епископ Жерар Луи Фрей[англ.] (7.11.1972 — 13.05.1989)
- епископ Гарри Джозеф Флинн[англ.] (15.05.1989 — 24.02.1994) — назначен архиепископом Сент-Пола и Миннеаполиса
- епископ Эдвард Джозеф О’ Доннелл[англ.] (8.11.1994 — 8.11.2002)
- епископ Чарльз Майкл Джаррелл[англ.] (8.11.2002 — 17.02.2016)
- епископ Джон Дуглас Дешотель[англ.] (с 15.04.2016)

## Источник
- Annuario Pontificio, Libreria Editrice Vaticana, Città del Vaticano, 2003, ISBN 88-209-7422-3
- Булла A multis iam annis, AAS 13 (1921), стр. 461